# Taça de Portugal de Andebol Masculino
Taça de Portugal de Andebol Masculino (deutsch: Portugiesischer Handballpokal der Männer) ist ein nationaler Handballwettbewerb für portugiesische Vereinsmannschaften. Organisiert wird er von der Federação de Andebol de Portugal, dem Handballverband des Landes.

## Geschichte
Der portugiesische Handballpokal der Männer wurde erstmals 1971/1972 ausgespielt. Der Gewinner der ersten Spielzeit war Sporting Clube de Portugal, der auch Rekordpokalsieger ist. In der Spielzeit 1975/1976 wurde auch die Taça de Portugal de Andebol Feminino, der Pokalwettbewerb der Frauen, gestartet.